# Zdeněk Čumpl
Zdeněk Čumpl (* 9. ledna 1953) byl český a československý politik a bezpartijní poslanec Sněmovny lidu Federálního shromáždění za normalizace.

## Biografie
K roku 1986 se profesně uvádí jako předák údržby. Ve volbách roku 1986 zasedl do Sněmovny lidu (volební obvod č. 60 – Liberec-sever, Severočeský kraj) jako bezpartijní poslanec. Ve Federálním shromáždění setrval do prosince 1989, kdy rezignoval v rámci procesu kooptací do Federálního shromáždění po sametové revoluci.